# Worstelen op de Olympische Zomerspelen 2000

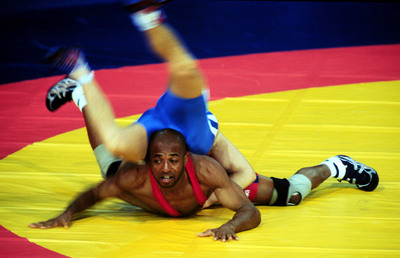
Steven Mays (rood) en Uran Kalilov tijdens de Olympische Zomerspelen 2000

Worstelen is een van de sporten die beoefend werden tijdens de Olympische Zomerspelen 2000 in Sydney.

## Heren

### Grieks-Romeins

#### tot 54 kg
| rang   | sporter              | land |
| ------ | -------------------- | ---- |
| Goud   | Sim Kwon-ho          | KOR  |
| Zilver | Lázaro Rivas Scull   | CUB  |
| Brons  | Kang Yong Gyun       | PRK  |
| 4      | Andrej Kalasjnikov   | UKR  |
| 5      | Alfred Ter-Mkrtchyan | GER  |
| 6      | Wang Hui             | CHN  |
| 7      | Natig Eyvazov        | AZE  |
| 8      | Uran Kalilov         | KGZ  |

#### tot 58 kg
| rang   | sporter              | land |
| ------ | -------------------- | ---- |
| Goud   | Armen Nazarjan       | BUL  |
| Zilver | Kim In-sub           | KOR  |
| Brons  | Sheng Zetian         | CHN  |
| 4      | Rifat Yildiz         | GER  |
| 5      | Ali Ashkani Agboloag | IRI  |
| 6      | James Gruenwald      | USA  |
| 7      | Valeri Nikonorov     | RUS  |
| 8      | Makoto Sasamoto      | JPN  |

#### tot 63 kg
| rang   | sporter               | land |
| ------ | --------------------- | ---- |
| Goud   | Varteres Samoergasjev | RUS  |
| Zilver | Juan Marén Delis      | CUB  |
| Brons  | Akaki Tsjatsjoea      | GEO  |
| 4      | Beat Motzer           | SUI  |
| 5      | Bakhodir Koerbanov    | UZB  |
| 6      | Kevin Bracken         | USA  |
| 7      | Mchitar Manoekjan     | KAZ  |
| 8      | Grigori Komoesjenko   | UKR  |

#### tot 69 kg
| rang   | sporter                  | land |
| ------ | ------------------------ | ---- |
| Goud   | Filiberto Ascuy Aguilera | CUB  |
| Zilver | Katsuhiko Nagata         | JPN  |
| Brons  | Aleksej Gloesjkov        | RUS  |
| 4      | Valeri Nikitin           | EST  |
| 5      | Son Sang-Pil             | KOR  |
| 6      | Islam Doegoesjijev       | AZE  |
| 7      | Ryszard Wolny            | POL  |
| 8      | Roestam Adzji            | UKR  |

#### tot 76 kg
| rang   | sporter               | land |
| ------ | --------------------- | ---- |
| Goud   | Moerat Kardanov       | RUS  |
| Zilver | Matt James Lindland   | USA  |
| Brons  | Marko Yli-Hannuksela  | FIN  |
| 4      | David Manoekjan       | UKR  |
| 5      | Kim Jin-soo           | KOR  |
| 6      | Ara Abrahamian        | SWE  |
| 7      | Vjatsjeslav Makarenko | BLR  |
| 8      | Tarieli Melelasjvili  | GEO  |

#### tot 85 kg
| rang   | sporter               | land |
| ------ | --------------------- | ---- |
| Goud   | Hamza Yerlikaya       | TUR  |
| Zilver | Sándor István Bárdosi | HUN  |
| Brons  | Moechran Vachtangadze | GEO  |
| 4      | Valery Tsilent        | BLR  |
| 5      | Luis Enrique Méndez   | CUB  |
| 6      | Gotcha Tsitsiashvili  | ISR  |
| 7      | Martin Lidberg        | SWE  |
| 8      | Mohamed Abd-el-Fatah  | EGY  |

#### tot 97 kg
| rang   | sporter             | land |
| ------ | ------------------- | ---- |
| Goud   | Mikael Ljungberg    | SWE  |
| Zilver | David Saldadze      | UKR  |
| Brons  | Garrett Lowney      | USA  |
| 4      | Konstantinos Thanos | GRE  |
| 5      | Genadi Tsjchaidze   | GEO  |
| 6      | Sergey Matvijenko   | KAZ  |
| 7      | Urs Bürgler         | SUI  |
| 8      | Mindaugas Ežerskis  | LTU  |

#### tot 130 kg
| rang   | sporter             | land |
| ------ | ------------------- | ---- |
| Goud   | Rulon Gardner       | USA  |
| Zilver | Alexander Karelin   | RUS  |
| Brons  | Dmitri Debelka      | BLR  |
| 4      | Juri Yevseychyc     | ISR  |
| 5      | Hector Milián Pérez | CUB  |
| 6      | Georgi Saldadze     | UKR  |
| 7      | Giuseppe Giunta     | ITA  |
| 8      | Fatih Bakır         | TUR  |

### Vrije stijl

#### tot 54 kg
| rang   | sporter             | land |
| ------ | ------------------- | ---- |
| Goud   | Namik Abdoellajev   | AZE  |
| Zilver | Samuel Henson       | USA  |
| Brons  | Amiran Karntanov    | GRE  |
| 4      | German Kontojev     | BLR  |
| 5      | Aleksandr Zacharoek | UKR  |
| 6      | Maoelen Mamirov     | KAZ  |
| 7      | Vitalii Railean     | MDA  |
| 8      | Adcham Atsjilov     | UZB  |

#### tot 58 kg
| rang   | sporter            | land |
| ------ | ------------------ | ---- |
| Goud   | Alireza Dabir      | IRI  |
| Zilver | Jevgen Boeslovitsj | UKR  |
| Brons  | Terry Brands       | USA  |
| 4      | Damir Zachartdinov | UZB  |
| 5      | David Pogosian     | GEO  |
| 6      | Martin Berberjan   | ARM  |
| 7      | Moerad Ramazanov   | RUS  |
| 8      | Aleksandr Goezov   | BLR  |

#### tot 63 kg
| rang   | sporter            | land |
| ------ | ------------------ | ---- |
| Goud   | Moerad Oemachanov  | RUS  |
| Zilver | Serafim Barzakov   | BUL  |
| Brons  | Jang Jae-sung      | KOR  |
| 4      | Mohammad Talaei    | IRI  |
| 5      | Arsjak Hajrapetjan | ARM  |
| 6      | Carlos Ortiz       | CUB  |
| 7      | Sjamil Afandijev   | AZE  |
| 8      | Štefan Fernyák     | SVK  |

#### tot 69 kg
| rang   | sporter                  | land |
| ------ | ------------------------ | ---- |
| Goud   | Daniel Igali             | CAN  |
| Zilver | Arsen Gitinov            | RUS  |
| Brons  | Lincoln McIlravy         | USA  |
| 4      | Sergej Demtsjenko        | BLR  |
| 5      | Yosmany Sánchez Larrudet | CUB  |
| 6      | Ivan Diaconu             | MDA  |
| 7      | Arajik Gevorgjan         | ARM  |
| 8      | Almaz Askarov            | KGZ  |

#### tot 76 kg
| rang   | sporter             | land |
| ------ | ------------------- | ---- |
| Goud   | Brandon Slay        | USA  |
| Zilver | Moon Eui-jae        | KOR  |
| Brons  | Adem Bereket        | TUR  |
| 4      | Gennadi Lalijev     | KAZ  |
| 5      | Roeslan Chintsjagov | UZB  |
| 6      | Alik Moezajev       | UKR  |
| 7      | Nasir Gadzihanov    | MKD  |
| 8      | Marcin Jurecki      | POL  |

Alexander Leipold ( Duitsland), aanvankelijk winnaar van de gouden medaille, werd gediskwalificeerd vanwege een positieve dopingtest.

#### tot 85 kg
| rang   | sporter                  | land |
| ------ | ------------------------ | ---- |
| Goud   | Adam Sajtijev            | RUS  |
| Zilver | Yoel Romero              | CUB  |
| Brons  | Magomed Ibragimov        | MKD  |
| 4      | Amir Reza Khadem Azghadi | IRI  |
| 5      | Charles Burton           | USA  |
| 6      | Yang Hyun-mo             | KOR  |
| 7      | Gabor Kapuvári           | HUN  |
| 8      | Nicolae Ghiţă            | ROU  |

#### tot 97 kg
| rang   | sporter               | land |
| ------ | --------------------- | ---- |
| Goud   | Saghid Moertasalijev  | RUS  |
| Zilver | Islam Bairamoekov     | KAZ  |
| Brons  | Eldari Koertanidze    | GEO  |
| 4      | Marek Garmulewicz     | POL  |
| 5      | Aftandil Xanthopoulos | GRE  |
| 6      | Alireza Heidari       | IRI  |
| 7      | Aleksandr Sjemarov    | BLR  |
| 8      | George Torchinava     | NED  |

#### tot 130 kg
| rang   | sporter              | land |
| ------ | -------------------- | ---- |
| Goud   | David Moesoelbes     | RUS  |
| Zilver | Artoer Tajmazov      | UZB  |
| Brons  | Alexis Rodríguez     | CUB  |
| 4      | Abbas Jadidi         | IRI  |
| 5      | Kerry McCoy          | USA  |
| 6      | Aleksej Medvedev     | BLR  |
| 7      | Sven Thiele          | GER  |
| 8      | Aleksandr Kovalevski | KGZ  |

## Medaillespiegel
| rang   | land             | goud | zilver | brons | totaal |
| ------ | ---------------- | ---- | ------ | ----- | ------ |
| 1      | Rusland          | 6    | 2      | 1     | 9      |
| 2      | Verenigde Staten | 2    | 2      | 3     | 7      |
| 3      | Cuba             | 1    | 3      | 1     | 5      |
| 4      | Zuid-Korea       | 1    | 2      | 1     | 4      |
| 5      | Bulgarije        | 1    | 1      | 0     | 2      |
| 5      | Turkije          | 1    | 0      | 1     | 2      |
| 7      | Azerbeidzjan     | 1    | 0      | 0     | 1      |
| 7      | Canada           | 1    | 0      | 0     | 1      |
| 7      | Iran             | 1    | 0      | 0     | 1      |
| 7      | Zweden           | 1    | 0      | 0     | 1      |
| 11     | Oekraïne         | 0    | 2      | 0     | 2      |
| 12     | Hongarije        | 0    | 1      | 0     | 1      |
| 12     | Japan            | 0    | 1      | 0     | 1      |
| 12     | Kazachstan       | 0    | 1      | 0     | 1      |
| 12     | Oezbekistan      | 0    | 1      | 0     | 1      |
| 16     | Georgië          | 0    | 0      | 3     | 3      |
| 17     | China            | 0    | 0      | 1     | 1      |
| 17     | Finland          | 0    | 0      | 1     | 1      |
| 17     | Griekenland      | 0    | 0      | 1     | 1      |
| 17     | Macedonië        | 0    | 0      | 1     | 1      |
| 17     | Noord-Korea      | 0    | 0      | 1     | 1      |
| 17     | Wit-Rusland      | 0    | 0      | 1     | 1      |
| totaal | totaal           | 16   | 16     | 16    | 48     |